# Restauration (navire)
Pour les articles homonymes, voir Restauration.
Le Restauration (orthographes multiples) est un sloop construit en 1801 en Norvège.

## Histoire
Ce navire est emblématique de l'immigration des Norvégiens aux États-Unis depuis qu'il a transporté le premier groupe d'immigrants norvégiens (52 personnes menées par Cleng Peerson (en) et surnommées les « Sloopers »). Parti de Stavanger le 5 juillet 1825, le navire est arrivé dans le port de New York le 9 octobre 1825.

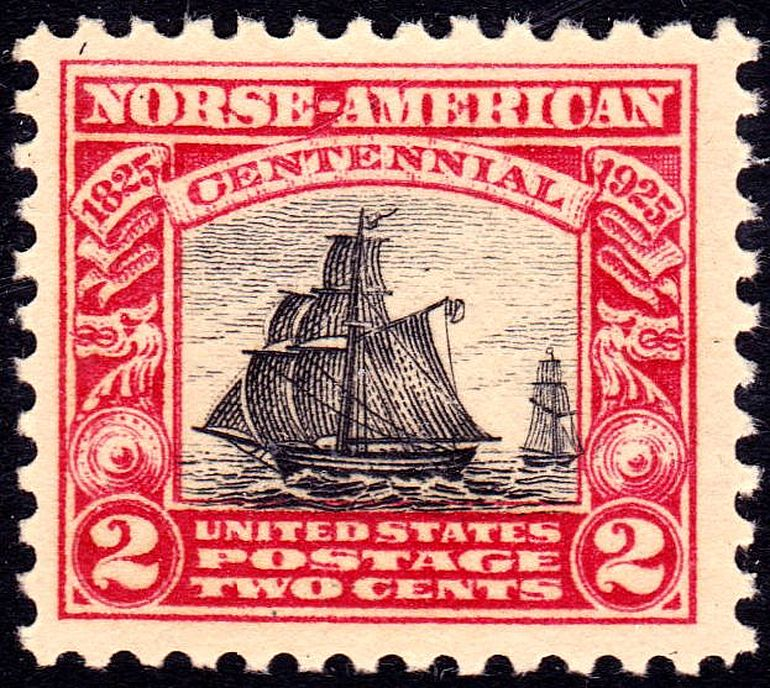
Timbre de la poste américaine avec le Restauration. Le timbre est tiré en honneur du Centenaire norvégo-américain.

Lorsqu'en 1964 le Congrès des États-Unis institue le jour férié Leif Erikson Day pour honorer Leif Erikson, le 9 octobre est choisi en référence à ce navire.